# 明日、笑えるように
「明日、笑えるように」（あした、わらえるように）は、SunSet Swishの1作目のシングル。MusicRay'nからSACDハイブリッドで2005年6月1日に発売された。規格品番：SMCL-101。

## 解説
2004年2月にSunSet Swishを結成以来、初のシングル。本作は現在においてインディーズ作品として扱われている（メジャー・デビューは4th「夏が来れば」）。
フジテレビ・関西テレビ系列放送テレビドラマ『曲がり角の彼女』挿入歌として使用。
元々は路上ライブで本曲を歌っていたところ、たまたま通りかかった関西テレビの同番組プロデューサーが曲を聴き起用したことからシングル化された。
これをきっかけに同番組の出演者・要潤が、次作「風のランナー」から「夏が来れば」まで3作連続で作品のSunSet Swishのミュージック・ビデオに出演した。

## 収録曲
全作詞：SunSet Swish 作曲：石田順三 編曲：坂本昌之
1. 明日、笑えるように [4:28]
  - フジテレビ・関西テレビ系列放送テレビドラマ『曲がり角の彼女』挿入歌
2. Everyday [4:45]

## 収録アルバム
- 『あなたの街で逢いましょう』（#1） - アルバム・バージョンとして収録された。